# Sammlung Nicolai

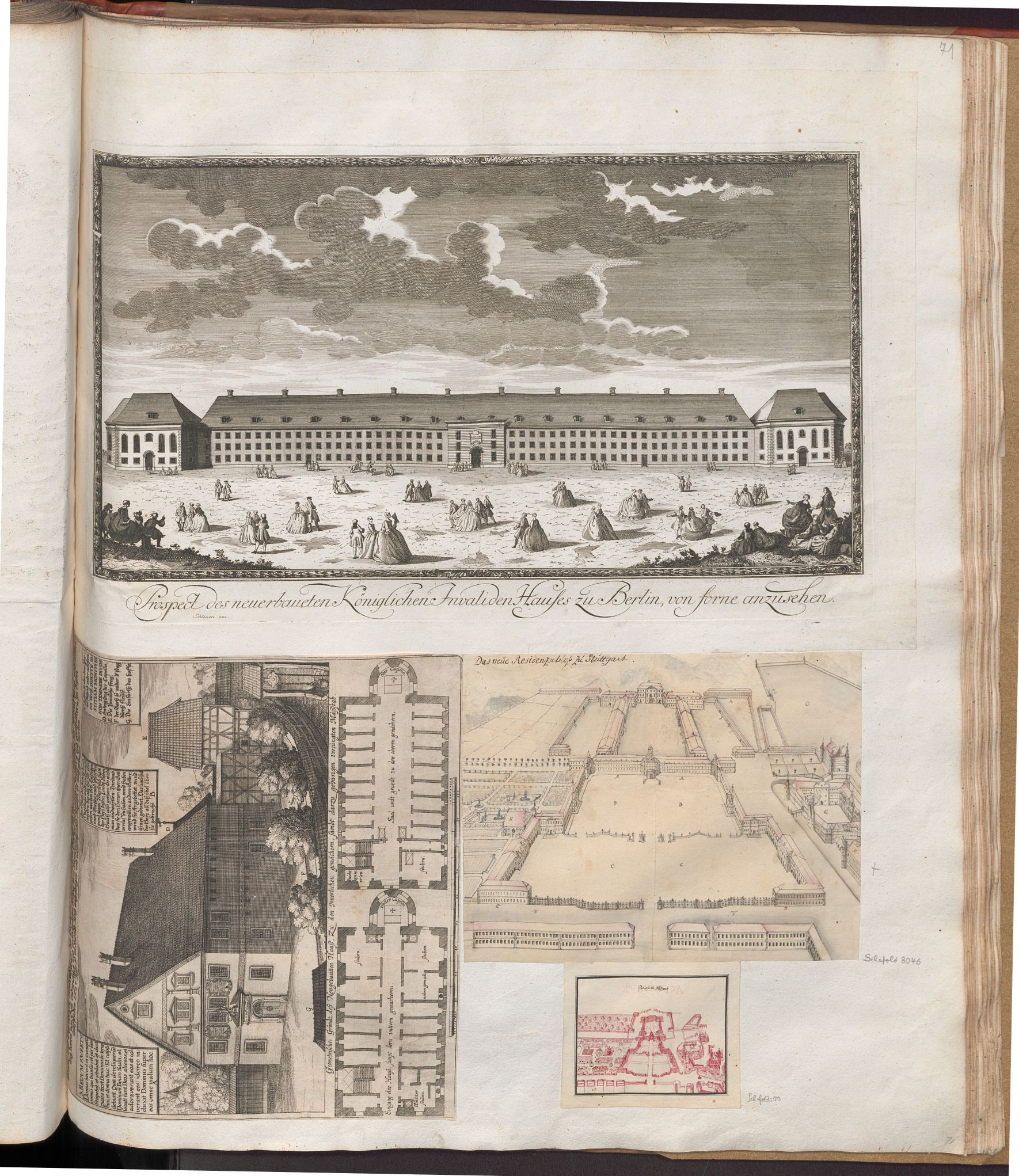
Vier unterschiedliche Architekturzeichnungen aufgeklebt auf Blatt 71 recto im Band 2 der Sammlung Nicolai

Die Sammlung Nicolai besteht aus 155 Klebebänden aus dem 18. Jahrhundert, die der württembergische General und Militärtheoretiker Ferdinand Friedrich von Nicolai angelegt hat.
Nicolai diente die Sammlung als Materialsammlung für seine eigene wissenschaftliche Arbeit. Außerdem wurde sie wohl von Offiziersschülern der Hohen Karlsschule und sogar vom württembergischen Herzog Carl Eugen selbst genutzt.
Carl Eugen fand die Sammlung offensichtlich so bedeutend, dass er sie 1786 für die von ihm gegründete Herzogliche Öffentliche Bibliothek in Stuttgart kaufte. Nicolais Bezahlung bestand aus einer hohen Geldsumme, Naturalien sowie einer jährlichen Pension auf Lebenszeit.
Ursprünglich umfasste die Sammlung 197 Bände mit 29.221 Plänen und Karten, davon 5604 Handzeichnungen, wie Nicolai selbst in einer zeitgenössischen Aufstellung angab. Heute sind noch 155 Bände mit ca. 23.000 Seiten und ungefähr eben so vielen Drucken und Grafiken erhalten, die jeweils auf die leeren Seiten der einzelnen Bände eingeklebt wurden. Sämtliche Grafiken stammen aus der Zeit vor 1786, die meisten aus dem 18. Jhd., sehr viel weniger aus dem 17. Jhd. und nur ein kleiner Teil scheint aus dem 16. Jhd. zu sein. Die gedruckten Grafiken sind häufig aus Büchern herausgetrennte Illustrationen, die Nicolai den jeweiligen thematischen Bänden zugeordnet hat.
Die Bände sind jeweils thematisch geordnet. Innerhalb der Bände ist jedoch nur selten eine durchgehende Ordnung zu erkennen. Thematisch orientiert sich die Auswahl der Grafiken an der Ausbildung der Offiziere: Es gibt Bände zur zivilen Architektur, Bände zur Technik und Mathematik sowie Bände mit eingeklebten Landkarten und Stadtansichten. Der Großteil der Bände enthält aber militärische Darstellungen: Abbildungen aus dem Bereich der Artillerie, Schlachten- und Manöverpläne, Pläne von Militärlagern und Belagerungen, Kriegskarten, Darstellungen von Geschützen sowie Abbildungen von Uniformen und Feuerwerken. Zahlreiche Bände sind dem Festungsbau gewidmet.
Die Sammlung Nicolai befindet sich durchgehend seit 1786 in den Beständen der Württembergischen Landesbibliothek Stuttgart. Die noch vorhandenen Bände sind sämtlich im Originalzustand belassen. In dieser Form sind sie als Digitalisate in den Digitalen Sammlungen der Württembergischen Landesbibliothek abrufbar.

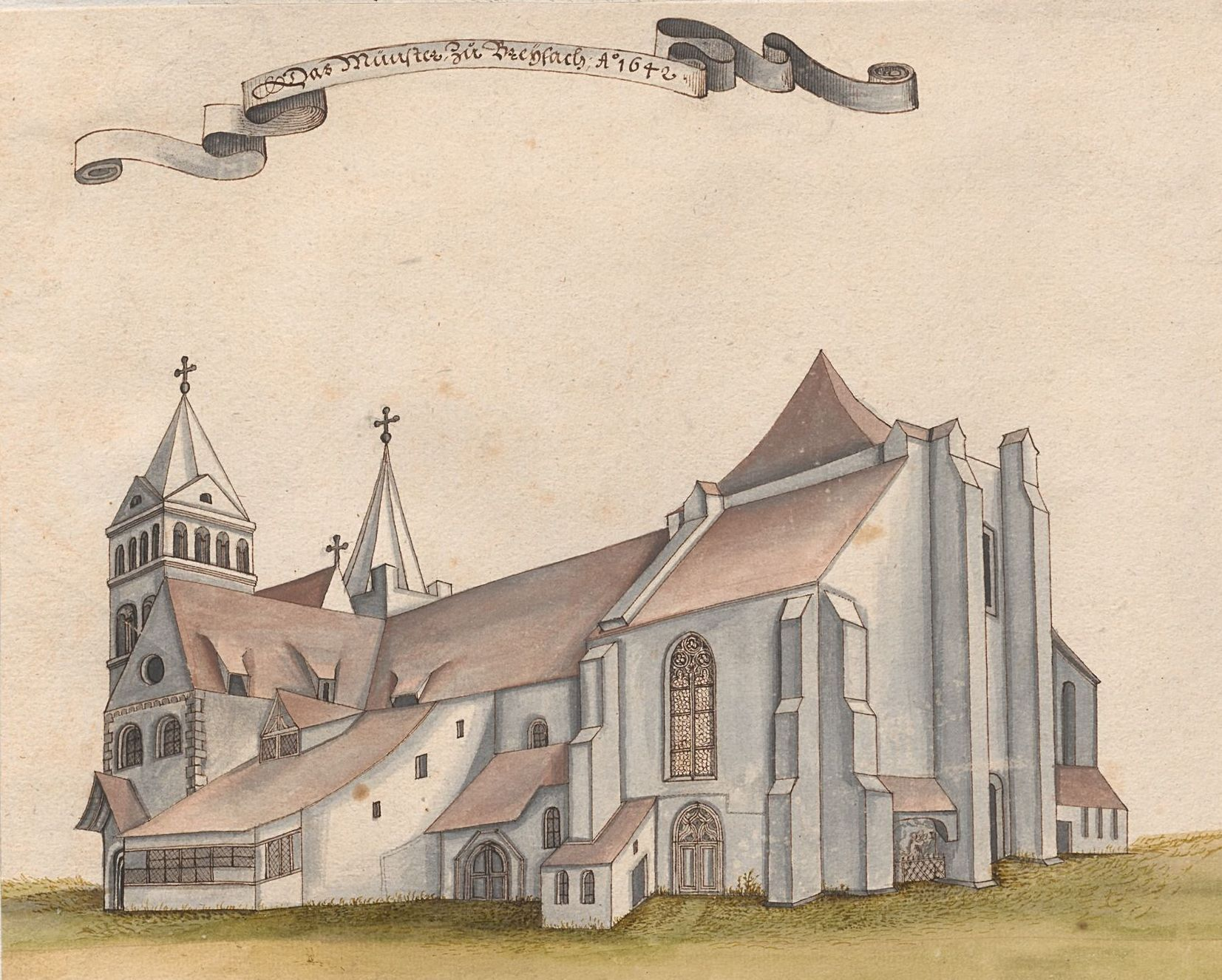
„Das Münster zu Breysach A° 1642“ (Sammlung Nicolai, Bd. 3, Blatt 55r)
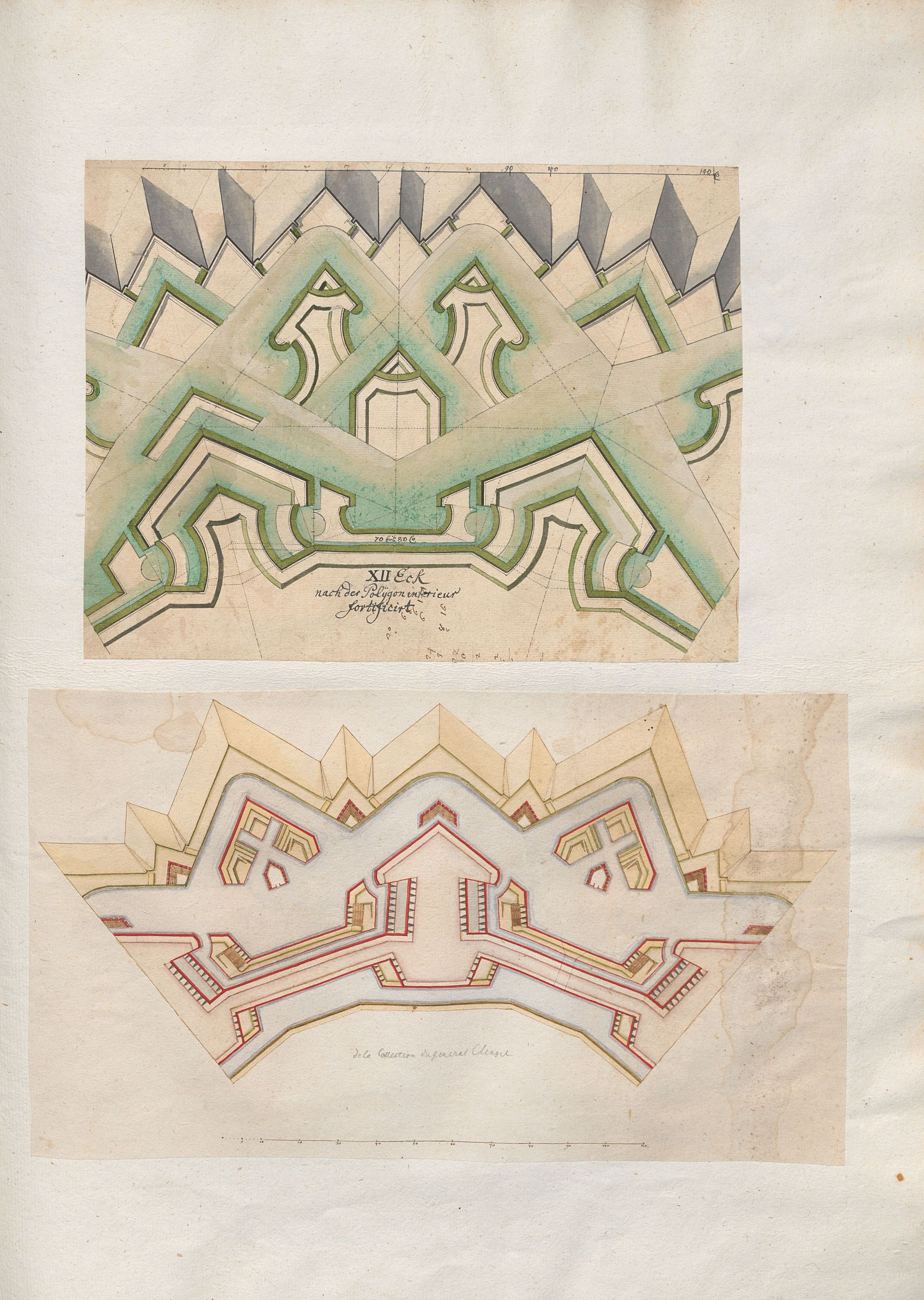
Zwei gezeichnete Festungsgrundrisse (Sammlung Nicolai, Bd. 69, Blatt 29r)
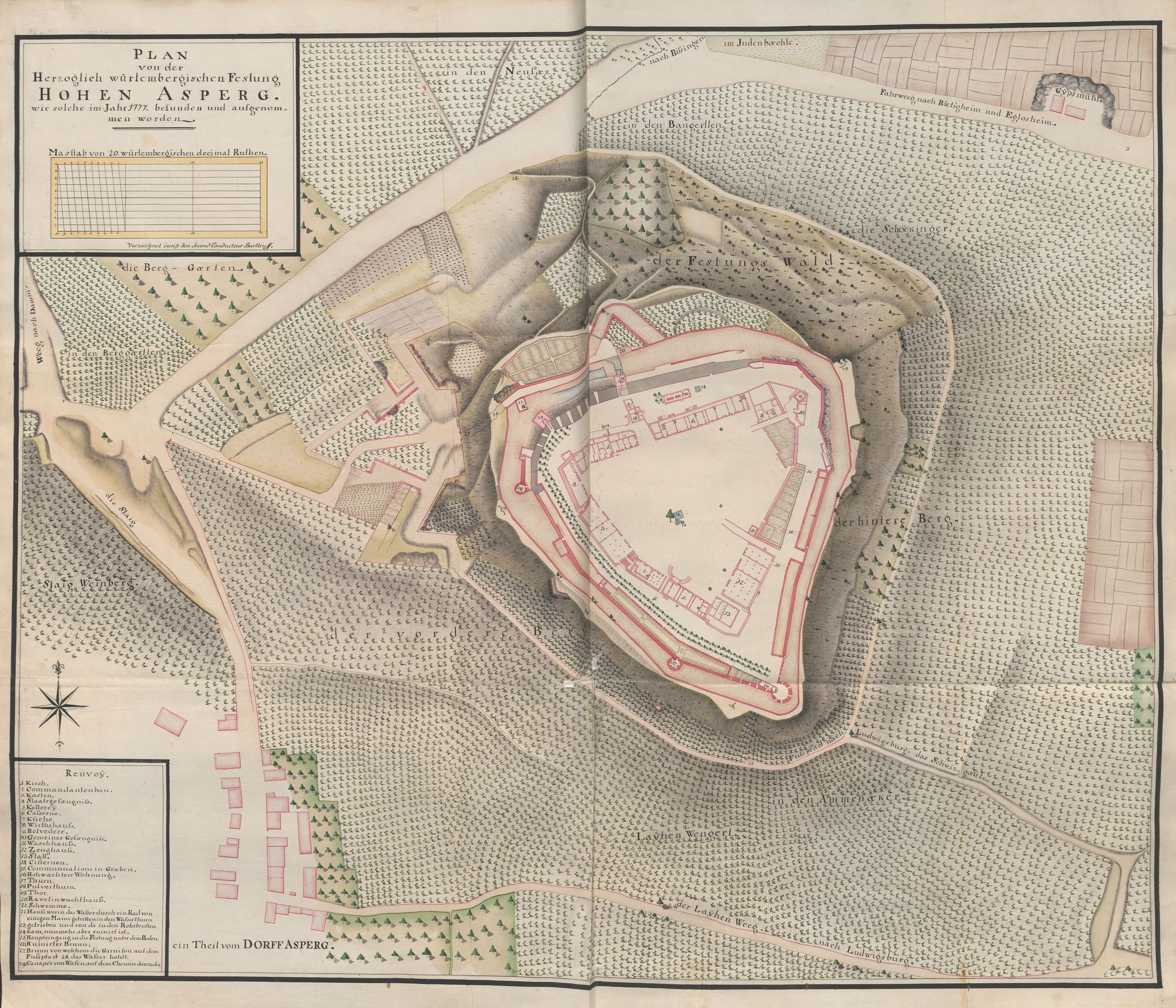
Plan der Festung Hohen Asperg von 1777 (Sammlung Nicolai, Bd. 131, Blatt 3r)
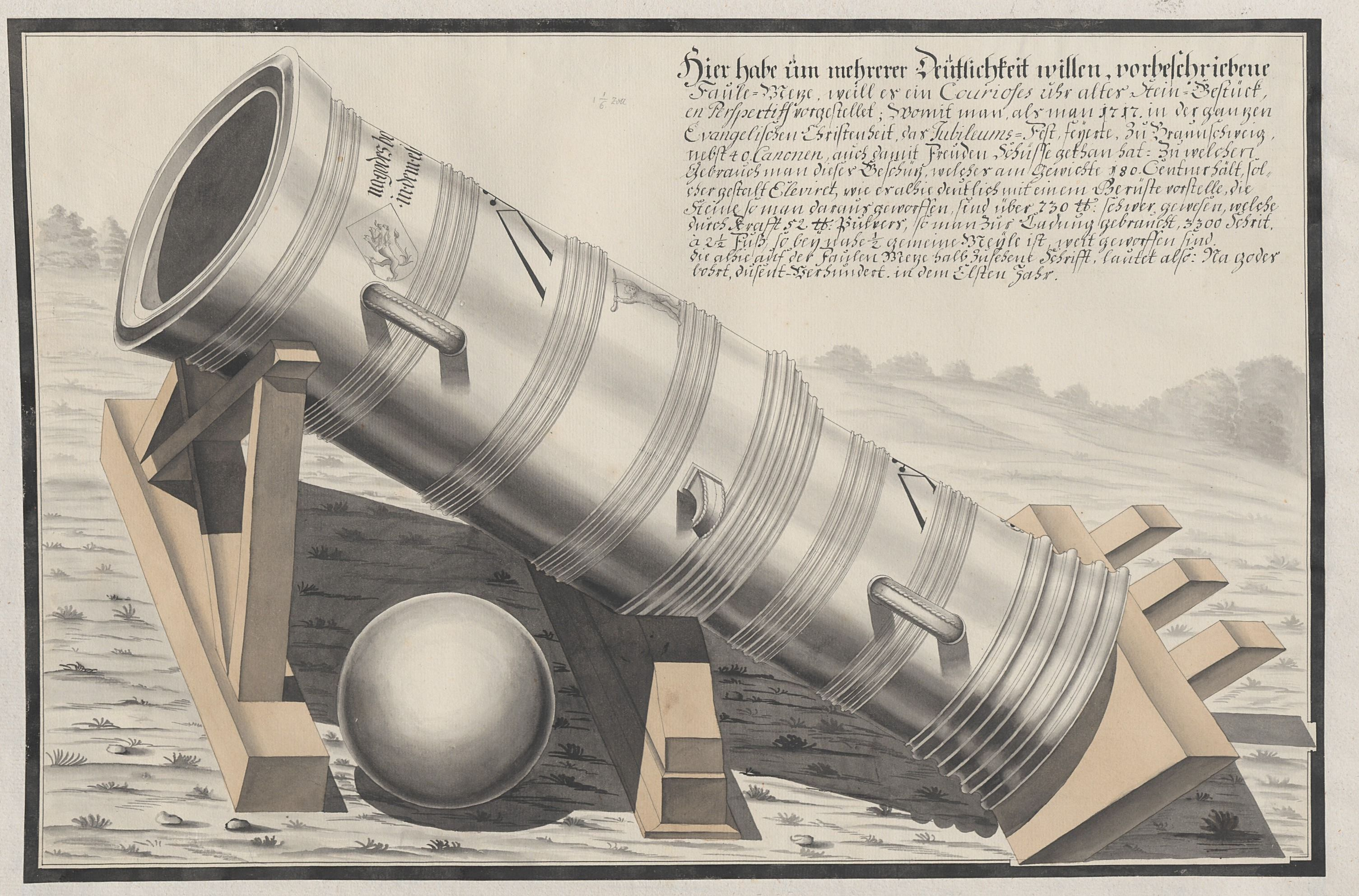
Abbildung eines Geschützes (Sammlung Nicolai, Bd. 24, Blatt 44 recto)